# Pečarovci
Pečarovci – wieś w Słowenii, w gminie Puconci. W 2018 roku liczyła 402 mieszkańców.